# Prasinocyma superba
Prasinocyma superba är en fjärilsart som beskrevs av Louis Beethoven Prout 1913. Prasinocyma superba ingår i släktet Prasinocyma och familjen mätare. Inga underarter finns listade i Catalogue of Life.